# 夕雾
夕雾（学名：Trachelium caeruleum）又名喉管花、疗喉草等，为桔梗科钟草属下的一个种。原产于地中海地区的阿尔及利亚、摩洛哥、葡萄牙、西班牙及西西里等地。但在世界很多地方，如新西兰、亚速尔群岛等，已经本地化。

## 性状
为直立多年生草本，但常作一年生栽培，其基部常常木质化，高约30-120cm。单叶卵形，缘有锯齿。伞房花序，花小而多，花冠白色至淡蓝紫色。本种的特征是其雌蕊比花冠长，常常突出。夏季开放。

## 名称
其属名来自古希臘語：，即“喉咙，颈部”之意，因为这种植物可用来作治喉咙的药。其种加词是“淡蓝色”的意思，来自拉丁語：，“天”之意。
英语和德语的通名分别为和（均为“蓝色喉咙草”之意）也和其拉丁名相符合。
中文译名有喉管花、疗喉草等。而夕雾这个译名是从日语借过来的，日语中将该植物称作日语：／ yuugiri sou，因为它的伞房花序使其在远处看起来像是雾一样。